# Kipchoge Keino
Kipchoge Hezekieh "Kip" Keino (Kipsamo, Nandi, Kenija, 17. siječnja 1940.) - kenijski atletičar, dvostruki olimpijski pobjednik
Keino se vrlo uspješno natjecao na Ljetnim olimpijskim igrama U Tokiju 1964., u Ciudad de Méxicu 1968. i u Münchenu 1972. Keino je bio nositelj zastave Kenije na Ljetnim olimpijskim igrama 1964. i ceremonijama otvaranja Ljetnih olimpijskih igara 1972.
Godine 1968. osvojio je naslov olimpijskog prvaka u trčanju na 1500 m i bio viceprvak na 800 m, a 1972. osvojio je naslov prvaka na 3000 m sa zaprekama i bio viceprvak u trčanju na 5000 m. Na Igrama Commonwealtha u Kingstonu 1966. pobijedio je na jednu i tri milje, a u Edinburghu 1970. pobijedio je na 1500 metara i bio srebrni na 5000 metara. Pobijedio je na 1500 m i 5000 m na Afričkim igrama 1965. u Brazzavilleu, a osvojio je srebro na 1500 m 1973. u Lagosu. 
Dana 27. kolovoza 1965. postavio je svjetski rekord na 3000 m s vremenom 7:39,6. Vrijedio je do 1972. godine, kada ga je poboljšao Emiel Puttemans. Dana 30. studenog 1965. postavio je i svjetski rekord u trčanju na 5000 m s vremenom 13:24,2. Vrijedio je do 1966. kada ga je poboljšao Ron Clarke.
Godine 2012. primljen je u novoosnovanu Međunarodnu atletsku kuću slavnih, kao jedan od prva dvadeset i četiri atletičara.
Na ceremoniji otvaranja Ljetnih olimpijskih igara 2016. primio je prvo posebno priznanje MOO-a za humanitarna postignuća iz ruku predsjednika MOO-a, Nijemca Thomasa Bacha.
Dana 14. svibnja 2021., asteroid 39285 Kipkeino, koji su otkrili astronomi u Spacewatch-u 1997. godine, nazvan je u njegovu čast.